# Philip Hales (5e baronnet)
Philip Hales, 5e baronnet (vers 1735-12 avril 1824), de Bekesbourne dans le Kent, est un courtisan anglais et député.

## Biographie
Il est le sixième fils de Thomas Hales (3e baronnet), député de longue date qui occupe divers postes au sein de la Maison royale. Il occupe un poste à la cour, en tant que valet de la chambre à coucher de 1771 à 1812.
En 1774, il se présente dans deux circonscriptions, Canterbury et Downton. À Canterbury, il est battu, mais Downton est un Bourg pourri où son beau-frère, Lord Feversham, exerce une influence déterminante. Il prend son siège en février 1775. Plus tard, il est également député de Marlborough. Il ne prend pas la parole à la Chambre au cours de ses deux périodes.
La titre de baronnet de son père passe à son frère aîné, Thomas Pym Hales, en 1762. Toutefois, à la mort de son frère le 18 mars 1773, qui n'a que des filles, Philip hérite du titre. Il épouse Elizabeth Smith avant 1784, mais leur seul enfant est aussi une fille, Elizabeth. À la mort de Philip en 1824, il n’a pas d’héritiers masculins et le titre de baronnet disparait.